# Leukämie
Leukämie (von altgriechisch λευκός leukós „weiß“ sowie αἷμα haima „Blut“) ist eine maligne Erkrankung des blutbildenden oder des lymphatischen Systems und gehört im weiteren Sinne zu den Krebserkrankungen. Ein anderer früher verwendeter Ausdruck dafür ist Leukose.
Leukämien sind durch eine gesteigerte Bildung von weißen Blutzellen oder deren Vorläuferzellen charakterisiert. Diese werden auch Leukämiezellen genannt. Sie breiten sich im Knochenmark aus, verdrängen dort die Zellen der regulären Blutbildung und treten in der Regel auch stark vermehrt im peripheren Blut auf. Sie können Leber, Milz, Lymphknoten und weitere Organe infiltrieren und dadurch deren Funktion beeinträchtigen. Die Störung der Blutbildung vermindert die normalen Blutbestandteile. Es entsteht eine Anämie durch Mangel an roten Blutkörperchen, eine Thrombozytopenie durch Mangel an Blutplättchen, und eine funktionelle Leukopenie, ein Mangel an reifen funktionstüchtigen weißen Blutzellen.
Je nach Verlauf unterscheidet man akute und chronische Leukämien (vgl. Krankheitsverlauf). Akute Leukämien sind lebensbedrohliche Erkrankungen, die unbehandelt in wenigen Wochen bis Monaten zum Tod führen. Chronische Leukämien verlaufen meist über mehrere Jahre und sind im Anfangsstadium häufig symptomarm.

## Symptome
Chronische Leukämie 
Chronische Leukämien werden oft als Zufallsbefund im Rahmen einer Routineuntersuchung festgestellt und beginnen meist schleichend. Als erste Anzeichen können allgemeine Krankheitssymptome wie Unwohlsein und Ermüdung, Leistungsminderung, aber auch Fieber, Nachtschweiß und Gewichtsverlust auftreten. Außerdem kann es auch zu Milz- und Lymphknotenschwellungen sowie Juckreiz, Ausschlägen und vermehrten Infektionen kommen.
 Akute Leukämie 
Akute Leukämien äußern sich wegen der gestörten Knochenmarksfunktion als plötzliches, innerhalb von Tagen oder Wochen schnell voranschreitendes Krankheitsbild mit unspezifischen Symptomen wie Krankheitsgefühl, Blässe, Schwäche, Blutungsneigung einschließlich spontaner blauer Flecken oder nach Bagatelltraumen sowie Petechien. Anfälligkeit für Infektionen mit Fieber sowie geschwollene Lymphknoten, Milz- und Lebervergrößerung und manchmal Knochenschmerzen sind ebenfalls charakteristisch. Viele Patienten klagen auch über gehäuftes Nasenbluten und Gingivitis. Weitere Symptome sind Gewichts- und Appetitverlust, Müdigkeit und Nachtschweiß. Im einfachen Blutbild finden sich zu viele weiße Blutzellen, dagegen ein Mangel an roten Blutkörperchen und Blutplättchen. Im Blutausstrich sind ≥20% Blasten kennzeichnend. Da die akuten Leukämien schnell lebensbedrohlich fortschreiten, sollte jeder Verdachtsfall unverzüglich (am gleichen oder nächsten Tag) in eine Onkologie eingewiesen werden.

## Klassifikation und Diagnostik
Die Klassifikation und Diagnostik der Leukämien basiert auf morphologischen und immunologischen Eigenschaften der Leukämiezellen. In den letzten Jahren gewinnen auch zunehmend zytogenetische und molekularbiologische Merkmale an Bedeutung.
Je nach beteiligtem Zelltyp unterscheidet man zunächst myeloische von lymphatischen Leukämien. Myeloische Leukämien gehen von den Vorläuferzellen der Granulozyten, im weiteren Sinne auch der Erythrozyten und Thrombozyten aus, lymphatische Leukämien betreffen die Lymphozyten und ihre Vorläuferzellen.
Des Weiteren unterscheidet man anhand des Grades der Unreife der im Knochenmark und im Blut vorkommenden Leukämiezellen zwischen akuten und chronischen Leukämien. Bei den akuten Leukämien (früher auch unreifzellige Leukosen genannt) finden sich vor allem Zellen in einem sehr frühen, unreifen Stadium, die nahezu funktionslos sind. Bei den chronischen Leukämien kann man vermehrt Leukämiezellen beobachten, die deutlich weiter entwickelt sind und bereits den reifen Blutzellen ähneln, jedoch noch nicht vollständig funktionstüchtig sind.

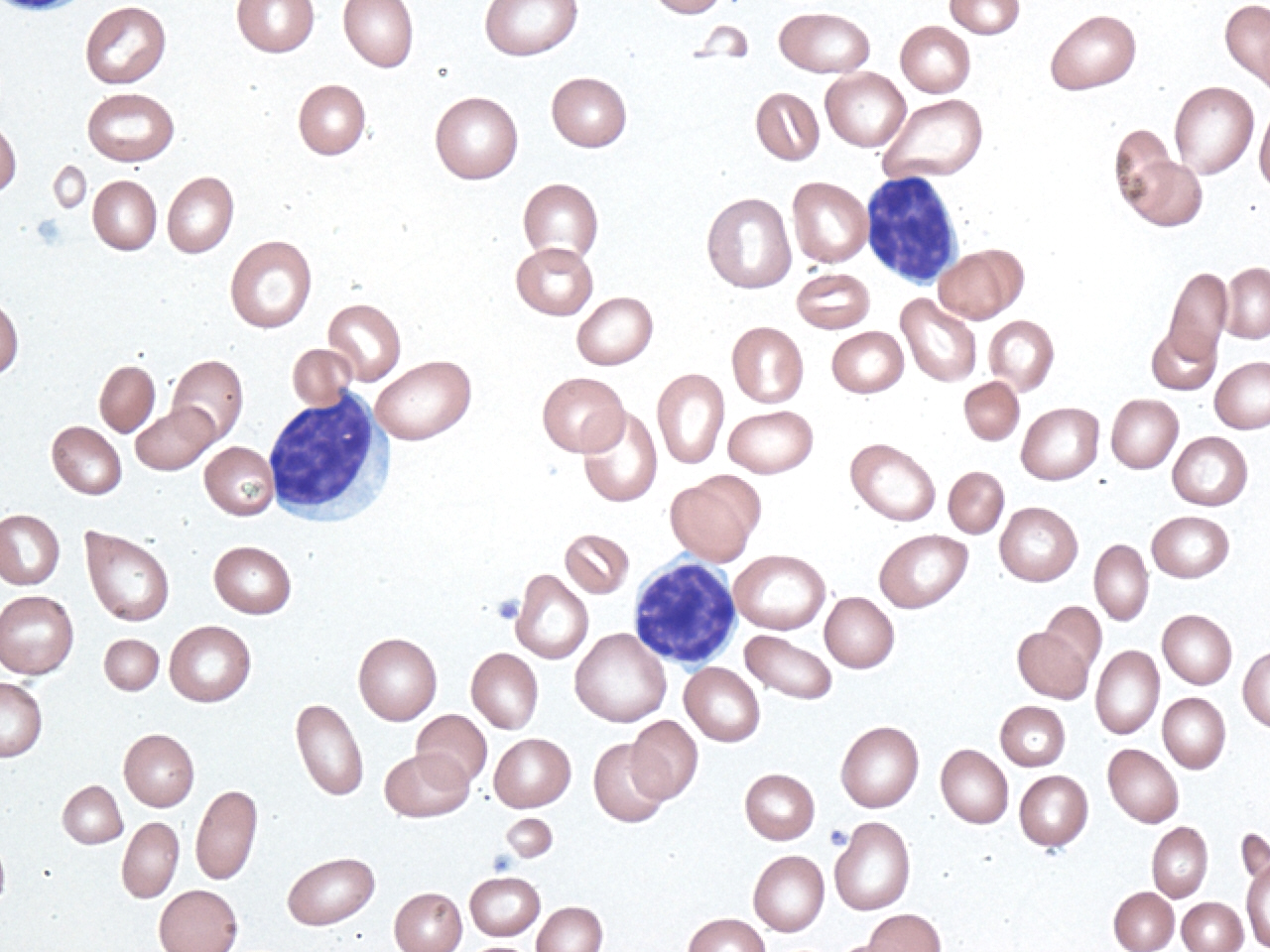
Chronische lymphatische Leukämiezellen

Die Verdachtsdiagnose ist häufig bereits anhand des Blut- und Differentialblutbilds zu stellen, zur weiteren Klassifikation ist aber immer eine Knochenmarkpunktion erforderlich. Nach Lymphknoten- und Organbefall wird zu Beginn und im Verlauf mit bildgebenden Verfahren gesucht, heute meist mit der Computertomographie. Bei vermutetem Befall des Zentralnervensystems eignet sich die Kernspintomographie besser.

### Leukämieformen
Die wichtigsten Leukämieformen sind:
- akute myeloische Leukämie (AML)
- chronische myeloische Leukämie (CML), wird zu den chronischen myeloproliferativen Erkrankungen gezählt
- akute lymphatische Leukämie (ALL)
- chronische lymphatische Leukämie (CLL), gehört zu den niedrigmalignen Non-Hodgkin-Lymphomen

Falls die Leukämie von den Prolymphozyten (eine bestimmte Form von Lymphozyten-Vorstufen) ausgeht, spricht man wegen des deutlich aggressiveren Krankheitsverlaufes im Vergleich zur CLL von einer Prolymphozytenleukämie (PLL).
Ebenfalls mit der CLL verwandt ist die Haarzellleukämie (HCL), bei der die Leukämie von sehr weit fortgeschrittenen Lymphozyten-Vorstufen ausgeht. Namengebend sind die haarförmigen Zytoplasma-Fortsätze der Leukämiezellen.

## Epidemiologie

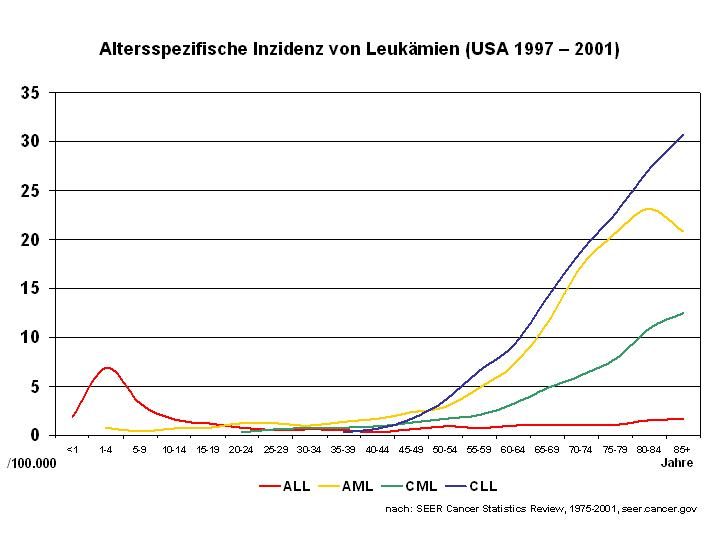
Altersspezifische Inzidenz der häufigsten Leukämiearten, Daten nach

Die einzelnen Leukämietypen weisen eine typische Altersverteilung auf. Die ALL ist die häufigste Leukämie bei Kindern und kommt bei Erwachsenen seltener vor. Die AML steht bei Kindern an zweiter Stelle und ist bei Erwachsenen die häufigste akute Leukämie mit einem Altersgipfel über 60 Jahren. Die CLL tritt bei Kindern praktisch niemals auf und ist eine typische Leukämieform des älteren Menschen. Die CML ist bei Erwachsenen wesentlich häufiger als bei Kindern.

## Ursachen
Leukämien entstehen durch genetische Veränderungen von unreifen blutbildenden Vorläuferzellen, sodass diese sich einerseits nicht mehr vollständig zu funktionstüchtigen Blutzellen weiterentwickeln können und andererseits unkontrolliert vermehren (siehe auch Krebsentstehung). Es genügt bereits die Veränderung einer einzigen Vorläuferzelle, die durch das anschließende unkontrollierte Wachstum die gesunden Bestandteile des blutbildenden Systems zurückdrängen kann.
Die Auslöser dieser genetischen Veränderungen sind noch nicht geklärt. Gerade bei akuten Formen sind die Ursachen meist unklar und können nicht in einen kausalen Zusammenhang mit pathogenen Faktoren gebracht werden. Bekannt oder vermutet sind die nachfolgenden Risikofaktoren:
- Chemikalien, zum Beispiel Benzol. Es gibt Hinweise, dass Umweltfaktoren (ionisierende sowie nichtionisierende Strahlung sowie Pestizide) potenzielle Risikofaktoren sein können und ein „gut trainiertes kindliches Immunsystem“[10] einen schützenden Effekt hat.[10] Bei einer Untersuchung von Kindern der Stadt Basra im Südirak wurde ein Anstieg der Leukämierate um rund das Doppelte von 1993 bis 2007 festgestellt. Als mögliche Auslöser kommen unter anderem Benzol, das durch brennende Ölfelder und improvisierte Tankstellen (Kanisterbetankung) in die Umwelt gelangte, oder auch Geschosse aus abgereichertem Uran in Frage.[11]
- Vorangegangene Behandlung mit Zytostatika (insbesondere Alkylanzien).
- Ionisierende Strahlung ist der am sichersten nachgewiesene Faktor, bekannt durch Studien an den Überlebenden der Atombombenabwürfe[12] und des Nuklearunglücks von Tschernobyl,[13] zuletzt auch an Arbeitern in der Nuklearindustrie.[14] Die vermutete Ursache von künstlicher Radioaktivität für den Leukämiecluster Elbmarsch bei Hamburg ist dagegen nie bewiesen worden. Ungeklärt ist auch der Einfluss radioaktiver Emissionen auf die temporäre Leukämiehäufung um Jülich.
- Diverse Viren,
- Lebensstilfaktoren wie Rauchen und Übergewicht (unsicher)
- genetische Vorbelastung (z. B. Trisomie 21, s. u.).

Psychische Ursachen oder bestimmte Persönlichkeitsmerkmale wurden gelegentlich vorgeschlagen. Dafür gibt es jedoch trotz intensiver Forschung keine Nachweise.
Ein kausaler Zusammenhang mit Impfungen konnte bei einer populationsbasierten Fall-Kontroll-Studie nicht gezeigt werden. Es gibt im Gegenteil eher Hinweise darauf, dass eine frühe Impfung innerhalb des ersten Lebensjahres das Erkrankungsrisiko bei Kindern senkt.

## Therapie
Grundlage der Behandlung von Leukämien ist die Therapie mit Zytostatika. Weitere Behandlungsprinzipien sind die Hochdosistherapie mit autologer Stammzelltransplantation. Für die allogene Knochenmark- bzw. Stammzelltransplantation wird ähnlich wie bei einer Bluttransfusion ein passender Knochenmarkspender benötigt. Heute nur noch untergeordnete Bedeutung hat die prophylaktische oder therapeutische Strahlentherapie. Bereits um 1903 wurden von Nicholas Senn (1844–1908) zur Therapie von Erkrankungen des leukopoetischen System Röntgenstrahlen verwendet. Zu Beginn des 21. Jahrhunderts haben sich neue Therapiemöglichkeiten durch die Anwendung von monoklonalen Antikörpern und neue spezifisch in die Krankheitsprozesse eingreifende Medikamente wie Imatinib und Dasatinib (zwei Tyrosinkinase-Inhibitoren) bei der CML und der Philadelphia-Chromosom-positiven ALL oder ATRA bei der Promyelozyten-Leukämie eröffnet. In der Therapie der Leukämien bestehen zwischen den einzelnen Formen erhebliche Unterschiede, die Einzelheiten der Therapie sind in den entsprechenden Artikeln dargestellt. Eine spezifische Gefährdung durch eine während der Therapie auftretende Neutropenie sind fieberhafte Infektionen, die entsprechend mit Antibiotika behandelt werden müssen.
In den letzten Jahren gab es auch immer weitere Fortschritte der Gentherapie, die nun auf langfristige Therapieerfolge hoffen lassen. Einige Forschungsgruppen arbeiten zum Beispiel daran, T-Zellen von Leukämiepatienten durch Einschleusen bestimmter Gene so zu manipulieren, dass sie auch noch Jahre später Krebszellen eliminieren. Einige Patienten mit ALL oder CLL blieben durch diese Therapie langzeitig in Remission.

## Geschichte

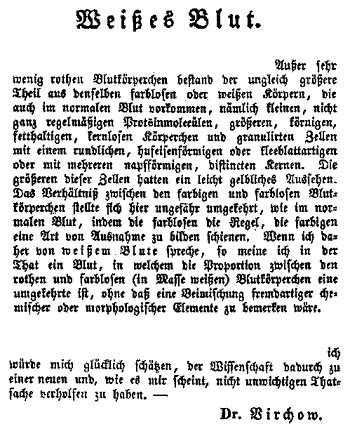
Erstbeschreibung einer Leukämie durch Rudolf Virchow 1845

Im Unterschied zu anderen Krebsarten, die bereits Galenus im Altertum beschrieben hatte, wurde der Blutkrebs erst im 19. Jahrhundert erkannt und untersucht. Die starke Vermehrung weißer Blutzellen beschrieb erstmals 1845 der schottische Arzt John H. Bennett. Er bezeichnete das Phänomen als vereitertes Blut und vermutete eine Infektion als Ursache. Etwa zur selben Zeit beobachtete Rudolf Virchow bei einer Patientin ebenfalls stark vermehrte weiße Blutzellen, diagnostizierte „weißes Blut“ und führte 1847 das medizinische Fachwort „Leukämie“ ein. (Virchow verstand darunter „eine nicht reaktive, eigengesetzliche, von den Pyämien scharf abgesetzte Vermehrung der weißen Blutkörperchen im peripheren Blut“.) Weiters hatte auch Alfred Armand Velpeau 1827 einen Fall von Leukämie sehr detailliert geschildert. Der erste Fall von akuter lymphatischer Leukämie bei einem Kind wurde 1860 von Michael Anton Biermer, einem Schüler Virchows, beschrieben. Ende des 19. Jahrhunderts bezeichneten Pathologen die Leukämie als Neoplasie der weißen Blutzellen; danach konnte man mehrere Erscheinungsformen der Leukämie unterscheiden. Eine Chemotherapie mit Aminopterin gelang 1947 erstmals Sidney Farber, einem pädiatrischen Pathologen. Allerdings hielten die erzielten Remissionen nicht lange an. In den folgenden Jahren wurden über das US-amerikanische National Cancer Institute (NCI) in Studien an Kindern mit akuter Leukämie (ALL) Kombinationstherapien untersucht, insbesondere in den 1960er Jahren VAMP (Vincristin, Amethopterin, Mercaptopurin, Prednison). Zunächst zeichneten sich länger dauernde Remissionen ab, doch dann traten in der Mehrzahl schwerwiegende Rückfälle auf unter Befall des zentralen Nervensystems. Im weiteren Verlauf kombinierte man die VAMP-Therapie mit einer Strahlentherapie. Eine erste Auswertung an 278 Patienten im Jahr 1979 zeigte, dass diese Kombination, als „totale Therapie“ verstanden, zu deutlich länger andauernden Remissionen führte. Hiermit wurde der erste erfolgversprechende Durchbruch erzielt.
1995 wurden die Deutsche José Carreras Leukämie-Stiftung sowie die Deutsche Leukämie- und Lymphom-Hilfe gegründet, die Stiftung Deutsche Leukämie- & Lymphom-Hilfe etablierte sich 2010.

## Genetische Ursachen

### Down-Syndrom (Trisomie 21)
Kinder mit Down-Syndrom (Trisomie 21) haben ein zwanzigfach gesteigertes Risiko, an einer akuten Leukämie zu erkranken. Bei Neugeborenen mit Trisomie 21 tritt bei fünf bis zehn Prozent eine sogenannte transiente Leukämie (TL), auch als Transientes myeloproliferatives Syndrom (TMD) bezeichnet, auf, die alle Eigenschaften einer akuten megakaryoblastären Leukämie aufweist (akute myeloische Leukämie, megakaryoblastischer Subtyp / AMkL), sich jedoch in den allermeisten Fällen innerhalb der ersten Lebenswoche spontan zurückbildet. Bei etwa 20 % dieser Kinder tritt allerdings in den ersten vier Lebensjahren erneut eine AMkL (auch myeloische Leukämie bei Down-Syndrom (ML-DS), siehe WHO-Klassifikation) auf, die den identischen Phänotyp aufweist. Sowohl bei der TL als auch der ML-DS konnten Mutationen des hämatopoetischen Transkriptionsfaktors GATA1 als ursächlich nachgewiesen werden. Die ML-DS wird mit einer intensiven, angepassten Chemotherapie behandelt. Aufgrund der erhöhten Sensitivität gegenüber Chemotherapie sind die Heilungschancen für die ML-DS mit mehr als 85 % deutlich höher als bei der AML bei Kindern ohne Trisomie 21. Auch die akute lymphoblastäre Leukämie (ALL) kommt bei Kindern mit Down-Syndrom häufiger vor, ist hier aber aufgrund der ungünstigeren Risikofaktoren und der höheren Empfindlichkeit für Nebenwirkungen der Therapie mit einer schlechteren Prognose verbunden.
Andere Krebserkrankungen als Leukämie sind bei Menschen mit Down-Syndrom unterdurchschnittlich häufig.

### Weitere chromosomale Mutationen
Bis 1991 wurden in Tumoren (alle Arten) insgesamt 14.000 verschiedene karyotypischen Veränderungen, und dabei über 100 wiederkehrende Translokationen beschrieben. Chromosomale Veränderungen sind bei hämatologischen Erkrankungen besonders häufig und vielfältig. Bestimmte Chromosomenmutationen, die sogenannten reziproken Translokationen, sind für Leukämien und Lymphome typisch, bei soliden Tumoren hingegen die Ausnahme. Die beiden folgenden Tabellen geben eine Vorstellung von der Vielfalt von Chromosomenschäden, die bei Leukämien gefunden wurden:
| Onkogene bei Leukämien – Translokationen |             |                            |             |            |
| Protein-Klasse                           | Onkogen     | Translokation              | Tumor       | Häufigkeit |
| Tyrosin-Kinasen                          | c-abl/bcr   | t(9;22)(q34;q11)           | CML         | 95 %       |
|                                          | c-abl/bcr   | t(9;22)(q34;q11)           | ALL         | 10 %       |
|                                          | axl         | t(;)(;)                    | CML         | ? %        |
| TF                                       | myc/Ig-Gene | t(8;14)(q24;q32)           | BL          | 100 %      |
|                                          |             |                            | pre-B-ALL   | 10 %       |
|                                          |             |                            | T-ALL       | 10 %       |
|                                          | E2A/PBX     | t(1;19)(q23;p13)           | pre-B-ALL   | 10 %       |
|                                          | E2A/HLF     | t(17;19)(q22;p13)          | pre-B-ALL   | 10 %       |
|                                          | Tal-1/TCR   | t(1;14)(p32;q11)           | T-ALL       | 20 %       |
|                                          | Tal-1/SIL   | t(1;)(p32;)                | T-ALL       | 20 %       |
|                                          | Tal-2/TCR   | t(7;9)(q35;p13)            | T-ALL       | 10 %       |
|                                          | Lyl-1/TCR   | t(7;19)(q35;p13)           | T-ALL       | 5 %        |
|                                          | Ttg-1/TCR   | t(11;14)(pls;q11)          | T-ALL       | 10 %       |
|                                          | Ttg-2/TCR   | t(11;14)(p13;q11)          | T-ALL       | −10 %      |
| HD-Gene:                                 | Hox-11/TCR  | t(10;14)(q24;q11)          | T-ALL       | 7 %        |
|                                          | HRX         | t(11q23)                   | Multilinage | ?%         |
| Rezeptoren:                              | RARA/PML    | t(15;17)(q21;q21)          | PML         | 100 %      |
| bcl-Gene:                                | bcl-1/Ig    | t(11;14)(q32;q21)          | CentroCyt   | 30 %       |
|                                          |             |                            | CLL         | 3 %        |
|                                          | bcl-2/Ig    | t(14;18)(q13;q32)          | Foll        |            |
|                                          |             |                            | Diff        | 20 %       |
|                                          |             |                            | CLL         | 5 %        |
|                                          | bcl-3/Ig    | t(14;19)(q32;q13)          | CLL         |            |
| Andere:                                  | DEK/CAN     | t(6;9)(p23;q34)            | AML/MDS     |            |
|                                          | SET/CAN     | t(;)(;)                    | AML,MDS     |            |
|                                          | MLL         | t(11q23)                   | AML,ALL     |            |
|                                          | TAN-1       | t(7;9)(q34;q34.3)          | T-ALL       | 42 %       |
|                                          | AML-1       | t(8;21)                    | AML         |            |
|                                          | IL-3        | t(5;14)(q31;q32) pre-B-ALL |             |            |

| Onkogene bei Leukämien – Deletionen |           |            |
| Proteinklasse                       | Tumor     | Häufigkeit |
| ras-Gene                            | AML       | 50 %       |
|                                     | ALL       | 15 %       |
|                                     | CML       | 5 %        |
| p53                                 | CML       | 20 %       |
|                                     | AML       | 3–7 %      |
|                                     | pre B-ALL | 2 %        |
|                                     | T-ALL     | 2 %        |
|                                     | BL        | 30 %       |
|                                     | CLL       | 15 %       |
| RB-1                                | Ph1+-ALL  | 30 %       |
|                                     | AML       | 3 %        |
|                                     | AMML      | 25 %       |
|                                     | T-ALL     | 20 %       |
| WT-1                                | AML       | 20 %       |

Bei der chronischen myeloischen Leukämie kommt es in 95 Prozent aller bisher untersuchten Fälle durch eine chromosomale Translokation zu einer Fusion des c-abl-Gens auf dem Chromosom 9q34 mit dem bcr-Gen auf dem Chromosom 22q11 mit dem Ergebnis eines alterierten Chromosoms, des Philadelphia-Chromosoms, und der Expression eines chimärischen Proteins, des abl/bcr-Produkts, das in drei Varianten als p190, p210 und p230 vorkommt und Tyrosinkinaseaktivität aufweist. Das Fusionsprotein resultiert in einer konstitutiven Aktivierung der abl-Tyrosinkinase und stimuliert vielfältige Signalwege, z. B. p21 Ras, PI3 Kinase, Jun, myc.
Bei den akuten myeloischen Leukämien findet sich eine Vielzahl unterschiedlicher Mutationen. Bei der AML finden sich in bis zu 50 Prozent der untersuchten Fälle Mutationen im N-ras-Lokus, in ca. fünf Prozent der untersuchten Fälle Mutationen in p53, in weniger als drei Prozent der untersuchten Fälle Mutationen im RB-1-Gen und in ca. 20 Prozent Veränderungen im WT-1-Lokus. Vereinzelt sind Fusionen von SET/CAN-, DEK/CAN-, MLL- und AML-1-Genen beschrieben worden.
Bei der akuten myelomonocytischen Leukämie (AMML) finden sich häufig Mutationen im RB-1 Lokus. Eine Besonderheit bei den AML stellt die Promyelozytenleukämie dar, bei der in mehr als 95 Prozent der untersuchten Fälle eine Translokation t(15;17) (q21;q21) beschrieben ist, mit dem Ergebnis einer Fusion von PML und RARa. Das Humane Trithorax-Homolog findet sich auf dem Chromosom 11q23. Die HRX-Translokationen findet sich bei biphänotypischen Leukämien. Trithorax ist ALL-1.

## Verwandte Erkrankungen
- Seltenere, mit der CML verwandte chronische myeloproliferative Erkrankungen, die jedoch vorwiegend andere Blutzellen als die Leukozyten betreffen, sind die:
  - Polycythaemia vera (PV) – hier steht die Vermehrung der roten Blutzellen im Vordergrund. Es sind meist auch die anderen Zellreihen, also die Leukozyten und die Thrombozyten, betroffen.
  - essentielle Thrombozythämie (ET) – hier steht die Vermehrung der Blutplättchen und deren eventuell eingeschränkte Funktion im Vordergrund.
- Auch bei den myelodysplastischen Syndromen liegt eine Fehlfunktion der blutbildenden Stammzellen vor. Im Gegensatz zu den Leukämien findet jedoch keine unkontrollierte Vermehrung ebendieser statt.